# Luzula maxima
Luzula maxima är en tågväxtart som först beskrevs av Johann Jacob Jakob Reichard, och fick sitt nu gällande namn av Dc. Luzula maxima ingår i Frylesläktet som ingår i familjen tågväxter. Inga underarter finns listade i Catalogue of Life.